# اعتلال الخلايا البلازمية
اعتلالات الخلايا البلازمية أو اضطرابات الخلايا البلازمية أو أمراض خلايا البلازما التكاثرية، هي الشكل الشديد المتقدم من الاعتلالات الغامائية وحيدة النسيلة. تتكاثر في هذه الأمراض سلالة واحدة أو عدة سلاسل من الخلايا البلازمية السرطانية أو ما قبل السرطانية، وقد تترافق بخلايا جبلة لمفاوية وخلايا لمفاوية بائية. تفرز الخلايا آنفة الذكر بروتينات المايلوما ضمن مجرى الدم، وهي عبارة عن أجسام مضادة شاذة أحادية النسيلة أو أجزاء منها. يستثنى من هذه القاعدة الورم النقوي المتعدد غير المفرز المصنف ضمن اعتلالات الخلايا البلازمية، وفيه لا تكشف وسائل الفحص المخبرية التقليدية بروتينات المايلوما في المصل أو البول لدى الأفراد الذين يبدون دليل واضح على الإصابة بالمرض؛ كارتفاع عدد الخلايا البلازمية النقوية النسيلية أو إصابة نسيجية متواسطة بالخلايا البلازمية النسيلية (كما في أورام البلازماويات). يشير مصطلح النسيلة البلازمية إلى الخلايا البلازمية التي تملك هوية وراثية متطابقة نتيجة انحدار هذه الخلايا من نفس الخلية السلف.
يقع على أحد طرفي هذا الطيف اضطرابات دموية شائعة وصامتة سريريًا يطلق عليها الاعتلالات الغامائية وحيدة النسيلة ذات الخطورة غير المحددة، بينما يقع على الطرف الآخر من هذا الطيف أمراض دموية خبيثة كالورم النقوي المتعدد ومرض فالدنشتروم والأورام الأخرى المرتبطة بالخلايا البائية. يعتقد أن خلايا هذه الفئة الأخيرة تطورت بطريقة تدريجية من سلائف الفئة الأولى.
تكمن الأهمية السريرية لفهم هذا الطيف من الأمراض في ما يلي: أ) إعلام الأفراد بمدى احتمال تقدم حالتهم وتطورها نحو الخباثة ب) مراقبة المضاعفات التي قد تحدث في أي مرحلة من مراحل المرض لعلاجها في الوقت المناسب وتقليل عبئها السريري على المريض ج) مراقبة الحالة بانتظام لكشف تحولها الخبيث وعلاجها في مرحلة مبكرة ليكون الإنذار أفضل. ما لم يذكر خلاف ذلك، تمثل المعلومات المذكورة هنا توصيات مؤسسة الورم النقوي العالمية لعام 2014 و2016.

## داء السلسلة الثقيلة
تتضمن أمراض السلسة الثقيلة أربعة أنواع، وتعتبر حالات نادرة للغاية. تتميز هذه الفئة من الأمراض بوجود سلاسل ثقيلة في الدم والبول دون وجود سلاسل خفيفة. لا تكون السلاسل الثقيلة وظيفية نتيجة وجود طفرات حذف وإدخال وطفرات نقطية في جينات الترميز الخاصة بكل منها. بخلاف هذه القواسم المشتركة، تبدي هذه الأمراض اختلافات سريرية مهمة. إضافةً لذلك، يحدث كل مرض من أمراض السلسلة الثقيلة نتيجة نوع مختلف ونادر من اللمفوما، ولهذا قد يصنفها البعض ضمن اعتلالات الخلايا البائية. مع ذلك، لا تزال أمراض السلسلة الثقيلة مصنفة ضمن اعتلالات الخلايا البلازمية. تنقسم أمراض السلسلة الثقيلة إلى ثلاث أنواع هي: داء السلسلة الثقيلة ألفا وجاما ومايكرو. يستند هذا التقسيم إلى دراسات تقرير حالة يبلغ عددها على التوالي أكثر من 400 و130 و30- 40 دراسة، وذلك ضمن تقرير نشر في عام 2014.

### داء السلسلة الثقيلة ألفا
يطلق على داء السلسلة الثقيلة بمرض الأمعاء الدقيقة التكاثرية المناعية ولمفوما البحر الأبيض المتوسط ومرض سيليغمان. يصيب داء السلسلة الثقيلة ألفا بشكل أساسي من ينتمي لمنطقة البحر الأبيض المتوسط وشمال إفريقيا والشرق الأوسط ذات الاقتصاد المنخفض. تركزت العديد من الحالات ضمن الشرق الأوسط نتيجة الظروف المعيشية غير الصحية نسبيًا. يظهر المرض عادةً بين سن العاشرة والثلاثين، وقد يحدث في بعض الحالات نتيجة استجابة مناعية شاذة لطفيلي أو كائن حي دقيق آخر. تشيع إصابة المرض للجهاز الهضمي، وهذا ما يسبب علامات وأعراض مرتبطة بسوء الامتصاص، وقد يصيب الجهاز التنفسي ما يسبب أعراض مرتبطة بالقصور التنفسي. تشمل الأنسجة المعنية الأنسجة اللمفاوية المرتبطة بالأغشية المخاطية. تبين الدراسة النسيجية ارتشاح المنطقة المصابة بخلايا الجبلة اللمفاوية والخلايا اللمفاوية الصغيرة. تعبر خلايا البلازما في هذا المرض عن سلسلة ألفا أحادية النسيلة، وتعتبر هذه السلسلة المنتج الوحيد لتلك الخلايا. يعاني 57- 66% من المرضى من ورم الغدد اللمفاوية المنتشر، بينما يعاني 17- 36% من المرضى من ورم الغدد اللمفاوية الموضعي ولا يعاني 9- 17% من المرضى من أي اضطراب في اللمفاويات البلازمية. يعاني غالبية هؤلاء المرضى من مرض مناعي ذاتي أو عدوى مزمنة مسؤولة عن إنتاج السلسلة الثقيلة ألفا. اقترحت بعض الدراسات دور العدوى في إحداث إحدى أشكال الداء الهضمي. وجدت تلك الدراسات أن غالبية مرضى السلسلة الثقيلة ألفا من الطبقة الاقتصادية المتدنية ممن يعيشون في ظل ظروف غير صحية؛ إذ عانى معظمهم من الإنتانات المعوية البكتيرية والطفيلية. وجدت الدراسات كذلك أن العلاج بالمضادات الحيوية على المدى الطويل (> 6 أشهر) أدى إلى تحسين الحالة لدى 33- 71% من المرضى في المراحل المبكرة من المرض. وفي جميع الحالات، تنكس إصابة هؤلاء المرضى في كثير من الأحيان. عولج المرضى المقاومين على المضادات الحيوية بعدة علاجات كيميائية ليبلغ معدل الهجوع نحو 64% ومعدل البقيا نحو 67% لمدة 5 سنوات.

### داء السلسلة الثقيلة جاما
يطلق على داء السلسلة الثقيلة جاما مرض فرانكلين أيضًا، ويتظاهر عبر الحالات التالية:
أ) تعاني 57- 66% من الحالات من لمفوما عدوانية مع أعراض عامة، ويترافق 50% منها بضخامة في الغدد اللمفاوية والطحال و/ أو الكبد.
ب) تعاني 25% من الحالات من لمفوما موضعة ضمن العقد اللمفاوية أو خارجها في الجلد عادةً، وفي الغدة الدرقية أو النكفية أو التجويف الفموي البلعومي أو الملتحمة أو الجهاز الهضمي أحيانًا.
ج) لا تترافق 9- 17% من الحالات باللمفوما؛ إذ ترتبط بأمراض مناعية ذاتية عادةً دون دليل يشير إلى الخباثة اللمفاوية.
تحتوي الأنسجة المرتشحة بالورم اللمفاوي عادةً مزيجًا من خلايا الجبلة اللمفاوية والبلازمية واللمفاوية وأحيانًا أعداد متغيرة من الحمضات والمنسجات. يختلف علاج المرض باختلاف شدته السريرية. يعالج مرضى اللمفوما العدوانية بعلاجات كيميائية متعددة، بينما يراقب مرضى اللمفوما الموضعة عن كثب لتحري تطور المرض، وقد يختار الأطباء علاجات موضعة كالعلاج الإشعاعي والإزالة الجراحية. يبقى المرضى الذين لا يعانون من اللمفوما تحت المراقبة لتحري تطور المرض خلال فترة المعالجة. سجلت عدة حالات من التراجع العفوي في داء السلسلة الثقيلة. قد يكون سير المرض عدواني أو بطيء ضمن مجال يتراوح من الحالات غير العرضية مع استقرار مستويات السلاسل في المصل والبول (كما في الاعتلالات الغامائية وحيدة النسيلة) إلى الحالات التي تتدهور بسرعة خلال عدة أسابيع. . تراوحت مدة البقاء على قيد الحياة في دراسة مايو كلينك من شهر واحد إلى أكثر من 20 عام، وبلغ متوسط البقيا سبع سنوات وأربعة أشهر.

### داء السلسلة الثقيلة مايكرو
يظهر هذا المرض على شكل آفة لمفاوية خبيثة تقلد ابيضاض الدم اللمفاوي المزمن أو اللمفوما صغيرة الخلايا. تعاني جميع الحالات تقريبًا من ضخامة طحالية و75% من الحالات من ضخامة كبدية ونحو 40% من الحالات من ضخامة عقد لمفاوية ونحو 20% من الحالات من آفات العظام الانحلالية. يعاني معظم المرضى من نقص غاما غلوبولين الدم وزيادة في السلاسل الخفيفية الحرة في البول ومن وجود خلايا بلازمية متفجية ضمن نقي العظم. يختلف العلاج بحسب الحالة؛ إذ يبقى المرضى غير العرضيين دون علاج مع مراقبة فقط، بينما يعالج المرضى العرضيين بدواء واحد أو مجموعة أدوية. تتراوح مدة البقاء على قيد الحياة من شهر واحد أو أقل وحتى عشر سنوات أو أكثر، ويبلغ متوسط البقيا عامين تقريبًا.